# 肩關節
肩關節在结构上被归类为滑膜杵臼關節，功能上被歸類為滑膜和多轴关节。它涉及肩胛骨的盂兰盆腔和肱骨头（上臂骨）之间的衔接。
由于肩關節的关节囊非常松散，這使得肱骨和肩胛骨的接合面受到限制，因此肩關節是人体中最灵活的关节。